# Florence (Arizona)
Florence es un pueblo ubicado en el condado de Pinal en el estado estadounidense de Arizona. En el Censo de 2010 tenía una población de 25 536 habitantes y una densidad poblacional de 187,84 personas por km².

## Geografía
Florence se encuentra ubicado en las coordenadas 33°3′6″N 111°24′46″O / 33.05167, -111.41278. Según la Oficina del Censo de los Estados Unidos, Florence tiene una superficie total de 135.95 km², de la cual 135.85 km² corresponden a tierra firme y (0.07%) 0.1 km² es agua.

## Demografía
Según el censo de 2010, había 25.536 personas residiendo en Florence. La densidad de población era de 187,84 hab./km². De los 25.536 habitantes, Florence estaba compuesto por el 63.4% blancos, el 6.3% eran afroamericanos, el 14.41% eran amerindios, el 0.89% eran asiáticos, el 0.07% eran isleños del Pacífico, el 12.92% eran de otras razas y el 2.01% pertenecían a dos o más razas. Del total de la población el 31.24% eran hispanos o latinos de cualquier raza.